# Kunstpädagogik

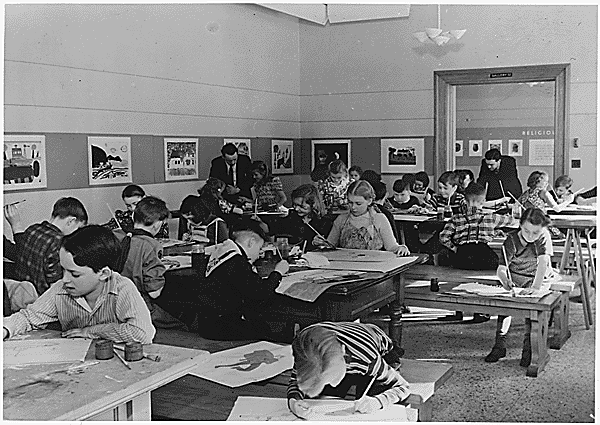
Klasse im Walker Art Center, Minneapolis, 1941

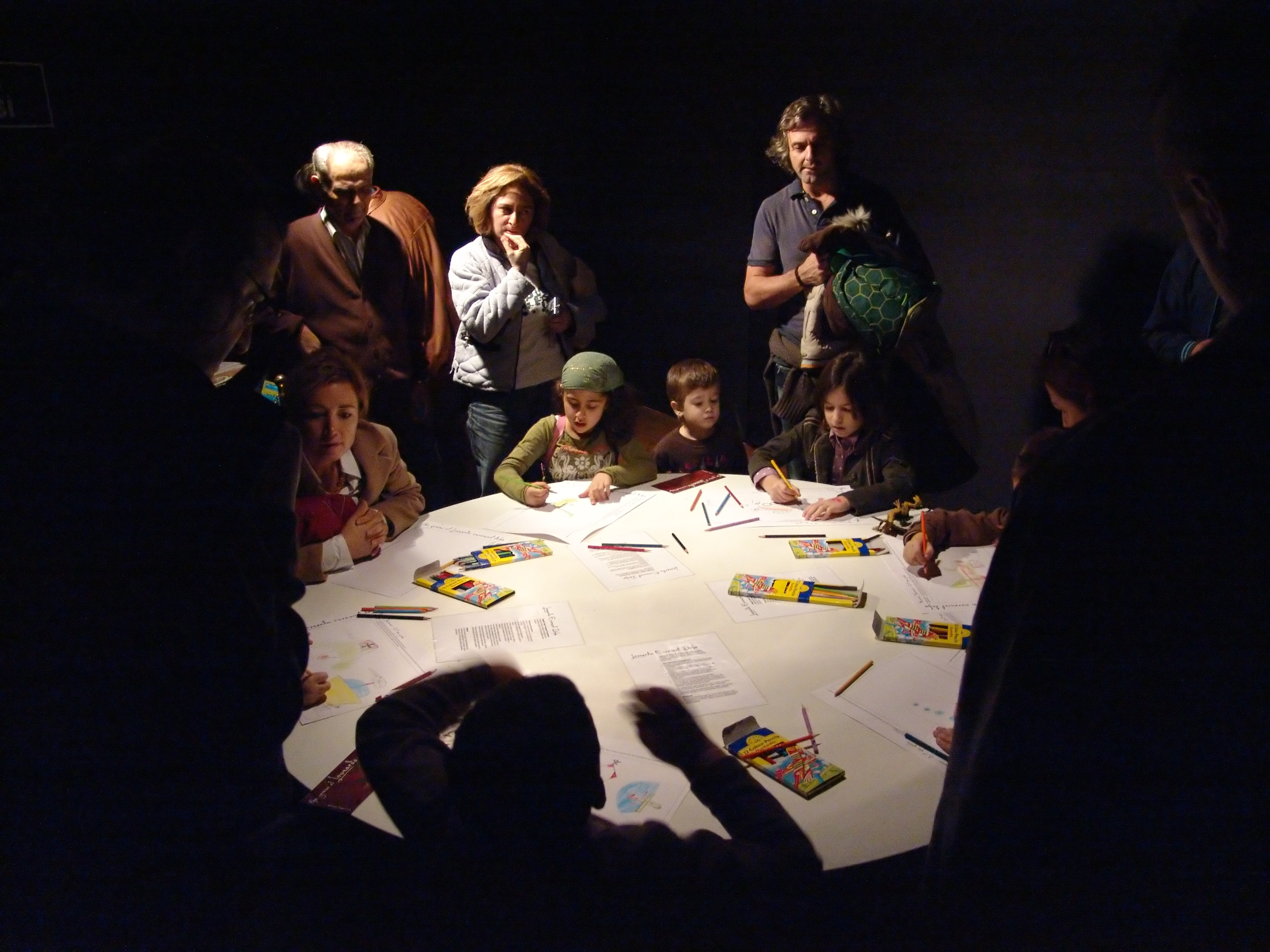
Malende Kinder

Kunstpädagogik entwickelt an der Schnittstelle von Pädagogik und Kunst – worin sie gleichermaßen Kunstpraxis  sowie Kunstgeschichte und Kunsttheorie berücksichtigt – die konzeptionellen und institutionellen Grundlagen von Kunstunterricht und erforscht sie in historischer wie aktueller Hinsicht. Forschungsgegenstand können hierzu auch die Entwicklung, Analyse und Ästhetik von Kinder- und Jugendkulturen sowie die altersgemäße Wahrnehmung, Analyse und Interpretation von Gegenständen der Bildenden, Bauenden und Performativen Künste sein.
Kunstdidaktik bezeichnet die Fachdidaktik des Kunstunterrichts. Dies umfasst die Planung, Entwicklung, Erprobung und Reflexion von Kunstunterricht einschließlich der Bewertung von Unterrichtsergebnissen sowie die zugrundeliengenden Unterrichtsmodelle und deren fachdidaktische Begründungen.
Gegenstände des Kunstunterrichts sind die Produktion, Rezeption und Reflexion historischer und aktueller Werke und Verfahren der Bildenden Künste (Malerei, Zeichnung, Druckgraphik, Grafikdesign, Reliefkunst, Bildhauerei, Installationskunst, Fotografie, Film und andere Neue Medien), der Bauenden Künste (Architektur, Produktdesign, Kunstgewerbe) und von Teilbereichen der Performativen Künste (Happening, Performance).
Kunstvermittlung ist dagegen die Vermittlung von Kunst z. B. in Museen, Ausstellungen und Kunsträumen jenseits von schulischem Unterricht.

## Konzepte der Kunstdidaktik

### Formaler Kunstunterricht
Der Formale Kunstunterricht stellte in den 1960er Jahren eine Antwort auf die Musische Erziehung dar. Das Konzept des formalen Kunstunterrichts hatte dabei das Ziel, Bildende Kunst in Rezeption und Produktion erlernbar und erfahrbar zu vermitteln. Dies wurde in Form von reduzierten Schulaufgaben wie abstrakten Übungsreihen durchgeführt. Hierzu wurde die Bildnerische Praxis in systematisierten Lernschritten mit leistungsorientierten Notenvergaben als formal-bildnerische Ordnungstätigkeit unterrichtet. Psychische Bedürfnisse und individueller Ausdruck der Schüler wurden dabei nicht berücksichtigt.

### Visuelle Kommunikation
Die Visuelle Kommunikation betrachtete in den 1970er Jahren die Bilder der Massenmedien, also Werbung, Film und Fernsehen, als die eigentlichen gesellschaftlich relevanten Fachgegenstände von Kunstunterricht und behandelte traditionelle Bildenden Künste wie die Malerei höchstens noch marginal.

### Gunter Otto vs. Gert Selle
Gunter Otto entwickelte in den 1970er Jahren ein didaktisches Konzept zur ästhetischen Erziehung, das die Lehrbarkeit der Kunst bejaht und im Rahmen der Allgemeinbildung als Schlüsselqualifikation fordert. Dies beinhalte zum einen den Prozess der praktischen Bildproduktion und die Deutung der eigenen Werke durch eigene Erfahrungen und eigenes Bildverständnis, zum anderen die Betrachtung und Deutung der Werke anderer.
Gert Selle widersprach diesem Konzept und war der Meinung, dass vor allem Gegenwartskunst nicht auslegbar sei, worauf die Kunstpädagogik indes großen Wert lege; vielmehr seien im ästhetischen Prozess der Annäherung an Kunst  individuelle Erfahrungen zu machen, ohne von einem Lehrer gelenkt zu werden.

### Bildorientierung
Wie der Name schon andeutet, stellt die insbesondere von Rolf Niehoff und Kunibert Bering entwickelte Bildorientierung Bilder in das Zentrum des Lernens im Fach Kunst. Sowohl Bilder in Form von Kunstwerken, als auch Bilder der medialen Umwelt sollen lehrbar und greifbar gemacht werden, wobei der kritische und aufgeklärte Gebrauch dieser im Mittelpunkt steht. Bilder gewinnen aufgrund der Digitalisierung und Globalisierung unserer modernen Gesellschaft zunehmend an Bedeutung, weshalb es in der Bildorientierung als nötig gilt, Schüler bezüglich des Umgangs mit Bildern zu informieren und zu sensibilisieren. Insgesamt soll also die visuelle Kompetenz und Bildkompetenz der Schüler gefördert und deren grundlegende Allgemeinbildung gestärkt werden.

### Ästhetische Forschung
Ästhetische Forschung ist ein 2001 von Helga Kämpf-Jansen vorgestelltes kunstpädagogisches Konzept. Den 15 Thesen der Ästhetischen Forschung nach geht es darum, Kunst, Wissenschaft und Alltag zu vereinen und so ein neues, umfassendes Verständnis zu einem Thema zu entwickeln und ästhetisch zu reflektieren. Aufgrund der Wichtigkeit des selbstständigen Lernens innerhalb der Ästhetischen Forschung wird bei der Wahl des Untersuchungsthemas und der dazugehörigen Frage auf vollständige Freiheit gesetzt. Die selbst ausgesuchte Frage soll dann mit Methodiken aus Alltag, Kunst und Wissenschaft untersucht werden. Der Prozess solle hierbei dokumentarisch festgehalten und die Ergebnisse in einer künstlerischen Praxis vorgestellt werden.

### Künstlerische Bildung
Bei der Künstlerischen Bildung handelt es sich um ein von Günther Regel, Carl-Peter Buschkühle, Joachim Kettel und Mario Urlaß entwickeltes Konzept. Künstlerische Bildung geht von der kunstwissenschaftlichen Fragestellung aus, inwiefern Kunst für Bildung bedeutsam ist. Zentral ist die Zielrichtung, künstlerisches Denken zu bilden, das als eine schöpferische Interaktion differenzierter Fähigkeiten wie einfühlsamer Wahrnehmung, kritischer Reflexion, Einbildungskraft und Willenseinsatz aufgefasst wird. In der Praxis steht das künstlerische Projekt im Mittelpunkt, das Wissen und Gestalten, thematische Auseinandersetzung und Ausdruck im Werk miteinander verbindet. Verwandt damit ist das Konzept des Offenen Kunstunterrichts nach Helmut G. Schütz, das Aufgabenstellungen als Impuls zum künstlerischen Handeln, zum Probieren, Experimentieren und künstlerischen Forschen vorsieht.

## Die didaktische Differenz zwischen Kunst und Pädagogik
Kunst beruht auf Freiheit, Kreativität und Originalität. Ein Kunstwerk besitzt wohl einen Marktwert, der aus dem Verhältnis von Angebot und Nachfrage hervorgeht. Über den künstlerischen Wert eines Werkes lässt sich wohl durchaus vernünftig argumentieren, jedoch objektiv messbar ist dieser nicht. Was für Werke der so genannten hohen Kunst gilt, muss auch für die kleinen Werke gelten, die im schulischen Unterricht entstehen. Die Behauptung, Kunst sei lehrbar (Gunter Otto), wurde längst als unhaltbar zu den Akten gelegt. Geht man von der These aus, in der Schule entstünden nur kunstähnliche Dinge, aber keine Kunst, dann reduziert man die Kunst auf ihre lehrbaren Anteile (Reinhard Pfennig, Klaus Kowalski). So weicht man dem wirklichen Problem nur aus. Durch das Auszählen formaler Merkmale lassen sich künstlerische Objekte quantitativ vergleichen, jedoch nicht qualitativ messen. Die Lehrkräfte jedoch stehen unter dem administrativen Zwang, die Leistungen ihrer Schüler mit Noten zu beurteilen. Sie sollen etwas beurteilen, was nicht operationalisierbar ist. Nicht nur die Bildende Kunst, sondern auch die Musik, der Tanz und die (poetische) Sprache, das heißt, alle Künste bilden das kreative und freiheitliche Potential der Institution Schule. Das bedeutet nicht, die Künste benötigen die Schule, damit sie propagiert und vermittelt werden können, sondern die Schule benötigt die Künste, damit sie überhaupt bilden kann.

## Kunstpädagogik an Hochschulen
Im deutschsprachigen Raum fand und findet kunstpädagogische Forschung etwa an folgenden Hochschulen statt:
- Universität Augsburg (Constanze Kirchner)
- Technische Universität Chemnitz (Steffen Wachter)
- Technische Universität Dortmund (Hermann Hinkel, Klaus-Peter Busse)
- Universität Duisburg-Essen (Hans Brög)
- Kunstakademie Düsseldorf (Max J. Kobbert, Kunibert Bering, Sara Hornäk)
- Friedrich-Alexander-Universität  Erlangen-Nürnberg (Susanne Liebmann-Wurmer, Nicole Berner)
- Johann Wolfgang Goethe-Universität Frankfurt am Main (Birgit Richard, Georg Peez)
- Justus-Liebig-Universität Gießen (Carl-Peter Buschkühle, Ansgar Schnurr)
- Martin-Luther-Universität Halle-Wittenberg (Joachim Penzel)
- Leibniz Universität Hannover (Klaus Kowalski)
- Universität Hamburg (Hans-Meyers, Gunther Otto, Wolfgang Legler, Karl-Josef Pazzini)
- Universität Hildesheim (Bettina Uhlig)
- Pädagogische Hochschule Karlsruhe (Helmut G. Schütz, Joachim Kettel, Lutz Schäfer)
- Christian-Albrechts-Universität zu Kiel (Martina Ide, Klaus Gereon Beuckers)
- Universität zu Köln (Hans-Günter Richter, Peter-Ulrich Hein, Torsten Meier)
- Universität Koblenz (Günther Ludig, Hans Dieter Junker, Dietrich Grünewald)
- Universität Leipzig (Günther Regel, Frank Schulz, Ines Seumel)
- Kunstuniversität Linz (Anna-Maria Loffredo)
- Pädagogische Hochschule Ludwigsburg (Hubert Sowa, Monika Miller, Goda Plaum)
- Ludwig-Maximilians-Universität München (Wolfgang Kehr, Johannes Kirschenmann)
- Carl von Ossietzky Universität Oldenburg (Reinhard Pfennig)
- Universität Paderborn (Hermann-Josef Keyenburg, Helga Kämpf-Jansen, Jutta Ströter-Bender, Karina Pauls)
- Universität Passau (Alexander Glas, Barbara Lutz-Sterzenbach)
- Universität Potsdam (Andreas Brenne)
- Universität Regensburg (Birgit Eiglsperger)
- Universität Mozarteum (Franz Billmayer, Jan G. Grünwald)
- Pädagogische Hochschule Weingarten (Martin Oswald, Christian Römmelt)
- Bergische Universität Wuppertal (Wilhelm Ebert, Rainer K. Wick, Hermann J. Mahlberg, Jochen Krautz)
- Julius-Maximilians-Universität Würzburg (Oliver Reuter)

## Studienfach und Abschluss
Zur Unterrichtensbefähigung für Kunst oder Bildende Kunst im Schulwesen führt in der Bundesrepublik Deutschland in der Regel der erfolgreiche Abschluss von Bachelor- und Masterstudium sowie der danach mit dem Zweiten Staatsexamen abzuschließende Vorbereitungsdienst.

## Kunstvermittlung
Orte der an außerschulischen Institutionen entwickelten Kunstvermittlung sind so vielfältig wie die der Bildenden Kunst. Einem von Carmen Mörsch bei der Documenta 12 vertretenen Konzept nach soll die neuere Kunstvermittlung dem gesellschaftlichen Wandel und den Entwicklungen der Bildenden Kunst folgen und Kooperationen zwischen Künstlern und Institutionen nutzen. Dabei sollen theoretisches Wissen und praktische Erfahrungen verbinden und das Publikum involvieren, es zu Akteuren oder auch zu Opponenten machen und wie die zeitgenössische Kunst Grenzen überschreiten können.

## Fachorganisationen
- BDK Fachverband für Kunstpädagogik e. V. (Link zur Website)
- Fachgesellschaft für Kunstdidaktik und Kunstpädagogik e. V. (KFG) (Link zur Website)
- IMAGO. Forschungsverbund Kunstpädagogik. Kunst. Pädagogik. Didaktik (Link zur Website)
- Wissenschaftliche Sozietät Kunst, Medien, Bildung. Fachgesellschaft für Pädagogik, Didaktik und Vermittlung der Kunst e. V. (Link zur Website)